# Station Gran
Station Gran is een station in Vassenden in de gemeente Gran in fylke Innlandet in Noorwegen. Het station dateert uit 1900. Het is een ontwerp van Paul Due.